# Graf Wurmbrand
Die Graf Wurmbrand war ein 1895 gebautes Passagierschiff des Österreichischen Lloyd, welches vornehmlich als Eildampfer in der Adria eingesetzt war. Es war das erste österreichische Handelsschiff mit zwei Schiffsschrauben.

## Geschichte
Das Schiff war Teil einer groß angelegten Schiffsbau-Offensive des Österreichischen Lloyds und wurde für die neu geschaffene „Dalmatinische Eillinie“ beschafft. Ziel dieser im Zuge einer Reorganisation des Adria-Dienstes geschaffenen Schnellverbindung nach Cattaro mit Zwischenhalten in Pula, Zadar, Split und Dubrovnik war die Konkurrenz zur ebenfalls staatlich geförderten ungarischen Reederei Ungaro-Croata aus Fiume. 
Die Graf Wurmbrand war der erste Doppelschrauben-Dampfer der Österreichischen Handelsmarine und wurde auf der Werft San Rocco des Stabilimento Tecnico Triestino in Muggia gebaut. Die Baupläne entwarf der spätere Direktor des Lloydarsenals, Ing. Jeroniti. Die Maschinenanlage bestand aus zwei Doppelender-Schiffskesseln (Rostfläche 6,46 m2, Heizfläche 264 m2 sowie 11,5 Atü Dampfspannung) sowie zwei Dreifachexpansions-Dampfmaschinen mit zusammen 2.500 PSi Leistung.
Die Fertigstellung des Schiffes dürfte sich um einige Monate verzögert haben, so dass die Graf Wurmbrand erst am 26. September 1895 in Dienst gestellt wurde. Benannt war das Schiff nach dem damaligen Handelsminister Gundakar von Wurmbrand-Stuppach. Das neue Schiff dürfte allerdings zunächst einige technische Unzulänglichkeiten besessen haben und wurde Gegenstand einer Debatte des Reichsrates, im Zuge derer der dalmatinische Abgeordnete Lovro Borčić den Dampfer als „Missgeburt“ bezeichnete. Ebenso wurden mangelnder Komfort und die Baukosten von 460.000 Gulden kritisiert. Gegenstimmen bezeichneten das Schiff hingegen als „vollkommen normal gebaut“, sämtliche Passagiere seien zufrieden.
Neben dem regelmäßigen wöchentlichen Eildienst mit Postbeförderung entlang der dalmatinischen Küste bis Cattaro (Donnerstags 10:00 Uhr Vormittag ab Triest, Fahrzeit zwischen 26 und 27 Stunden) wurde der im Betrieb allerdings als nicht unproblematisch geltende Dampfer bereits im Folgejahr für sonntägliche Tagesfahrten von Triest nach Venedig (Fahrtdauer viereinhalb Stunden) eingesetzt. Im Winter 1900/01 wurde das Schiff im Lloydarsenal an die gestiegenen Anforderungen des Dalmatiendienstes angepasst, unter anderem wurde das Promenadendeck durch Anheben der Rettungsboote vergrößert und ein gesonderter Damensalon für die Erste Klasse eingebaut.
Als schnellster Eildampfer in Dalmatien und Transportmittel von Sommergästen erlangte das Schiff eine gewisse Popularität, was zahlreiche Fotografien und Ansichtskarten belegen. Zu den bekanntesten Fahrgästen des Graf Wurmbrand zählten Erbprinz Danilo (1896) und Fürst Nikola von Montenegro (1898), Sigmund Freund (1898), die Erzherzöge Karl Stephan (1902) und Rainer (1903) sowie James Joyce (1904).
Am 24. Oktober 1903 lief das Schiff bei Punta San Giorgio auf der Insel Hvar auf die Felsen auf und musste von zwei anderen Dampfern freigeschleppt werden, es wurde dabei allerdings nicht beschädigt. Im selben Jahr legte ein Streik von Heizer und Matrosen den Betrieb des Österreichischen Lloyds teilweise lahm, das Schiff musste mit einer Notmannschaft betrieben werden und fuhr ersatzweise aus der Fernlinie nach Alexandria. Im April 1905 kollidierte der Dampfer in der Zufahrt zur Lagune von Venedig mit einem italienischen Schiff und erlitt dabei geringfügige Beschädigungen, ein zwischen die Schiffe geratenes Lotsenboot wurde zerdrückt.
Mit einer Dienstgeschwindigkeit von 16 Knoten und einer Höchstgeschwindigkeit von 18 Knoten zählte die Graf Wurmbrand zu den schnellsten Dampfern des Österreichischen Lloyds. Er bediente die Kurse nach Cattaro und Venedig auch nach der Indienststellung der neuen Dreischrauben-Eildampfer für die Dalmatien-Linie (u. a. Baron Gautsch). Einer der Gründe dürfte in der immer noch hohen Geschwindigkeit des Graf Wurmbrand gelegen haben. Die Nachfolger waren mit einer Dienstgeschwindigkeit von 17 Knoten nur unwesentlich schneller. Später wurde der Dampfer jedoch vermehrt auf der Tagesverbindung nach Venedig und für Sonderfahrten eingesetzt.
1911 kritisierte die Arbeiter-Zeitung in einem Artikel die schlechten Unterbringungsverhältnisse für Passagiere der 2. und 3. Klasse, die in einem „engen Salon“ zusammengepfercht wären und nur ein „kleines Stückchen“ Deck zur Verfügung hätten.
Im Zuge des Balkankrieges wurde der Dampfer am 9. November 1912 nach Durazzo (Albanien) entsandt, um dort österreichische Präsenz zu zeigen und im Notfall österreichische Staatsbürger zu evakuieren. Im Zuge dieses Aufenthaltes wurde das Schiff am 22. November von zwei griechischen Kanonenbooten gestellt und (erfolglos) durchsucht. Zudem beförderte das Schiff den albanischen Freiheitskämpfer Ismail Qemali nach Durazzo, wo dieser am 28. November die Unabhängigkeit Albaniens ausrief.

### Tripcovich & Co.
Im Jahr 1913 wurde die Graf Wurmbrand von der Triestiner Reederei D. Tripcovich & Co. erworben, an welcher der Lloyd mittlerweile beteiligt war. Bei einer Vergleichsfahrt mit dem 1912 in Dienst gestellten Turbinendampfer Venezia zeigte sich, dass die Graf Wurmbrand auf der Fahrt von Triest nach Venedig nur um 17 Minuten langsamer war. Durch Tripcovich erfuhr das Schiff mehrere Umbauten, unter anderem wurde die Kommandobrücke vergrößert. Es wurde nun ab März 1913 auf der einmal wöchentlich befahrenen Linie nach Ancona mit Anschluss an die Schnellzüge nach Rom (Fahrzeit Triest–Ancona neun Stunden) eingesetzt.
Im Ersten Weltkrieg diente das Schiff als Hospitalschiff, im August 1914 wurde es zur Überführung der Schiffbrüchigen des Unterganges der Baron Gautsch nach Pola entsandt. Das Schiff ging 1918 mit der Reederei in Italienische Hände über. 1920 erfolgte die Umbenennung in Roma, 1924 wurde das Schiff an die Soc. Anon. Industrie Marittima in Ancona verkauft und in Citta di Roma umbenannt, 1928 erfolgte eine erneute Umbenennung in Citta di Zara. Im Jahr 1932 wurde der ehemalige Eildampfer in Triest verschrottet.

## Bilder

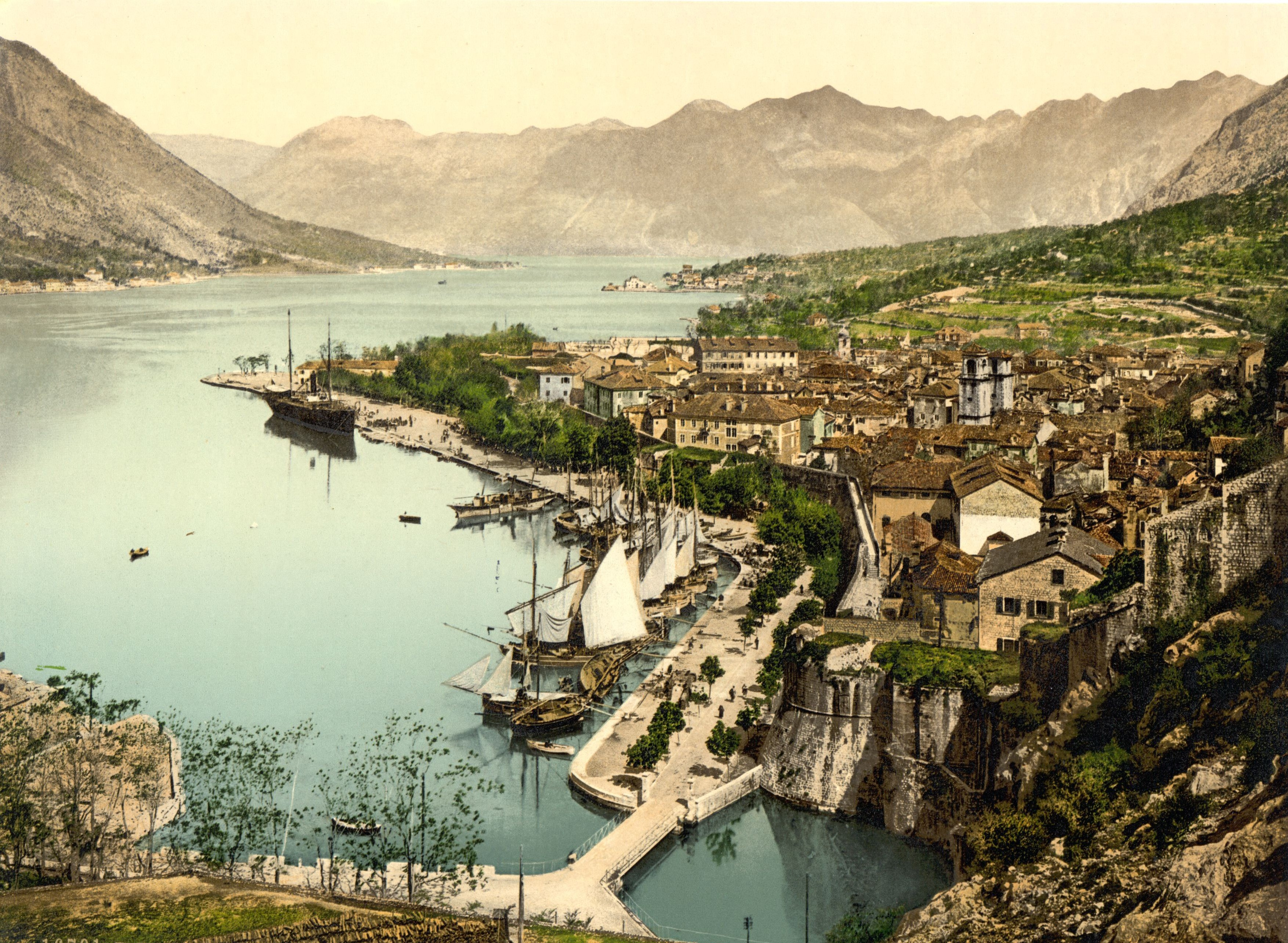
Im Hafen von Cattaro (um 1900)
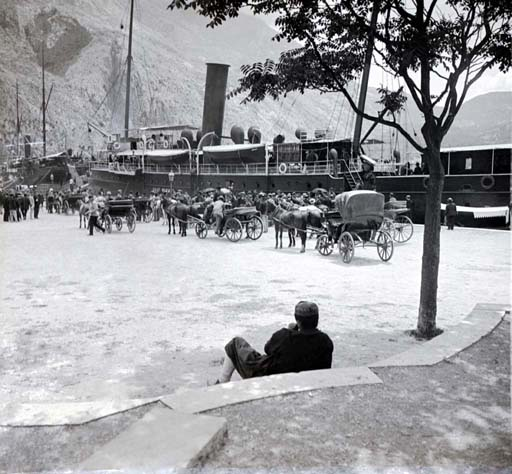
An der Mole von Cattaro (1897)
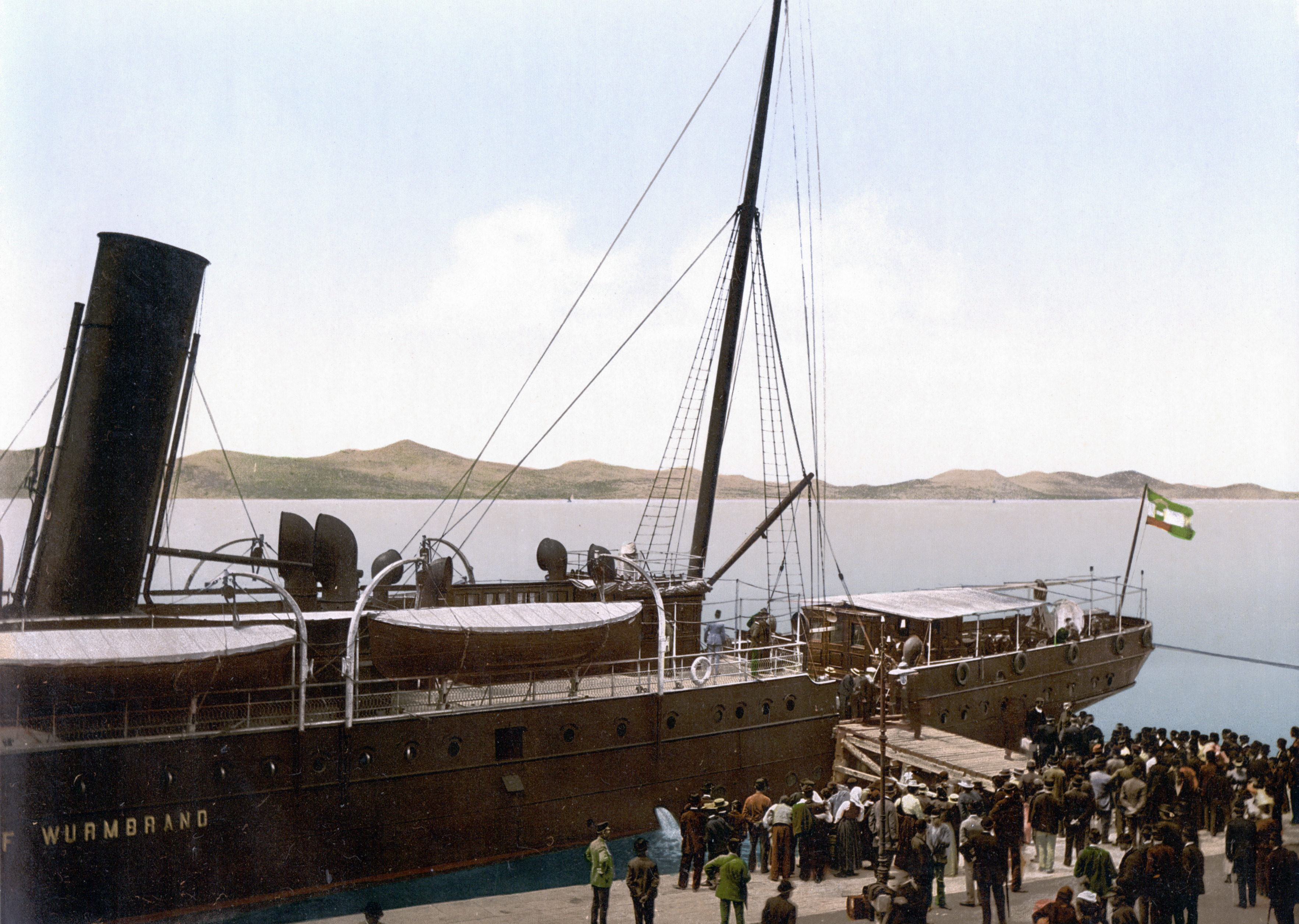
Heck des Dampfers beim Anlegen in Zadar
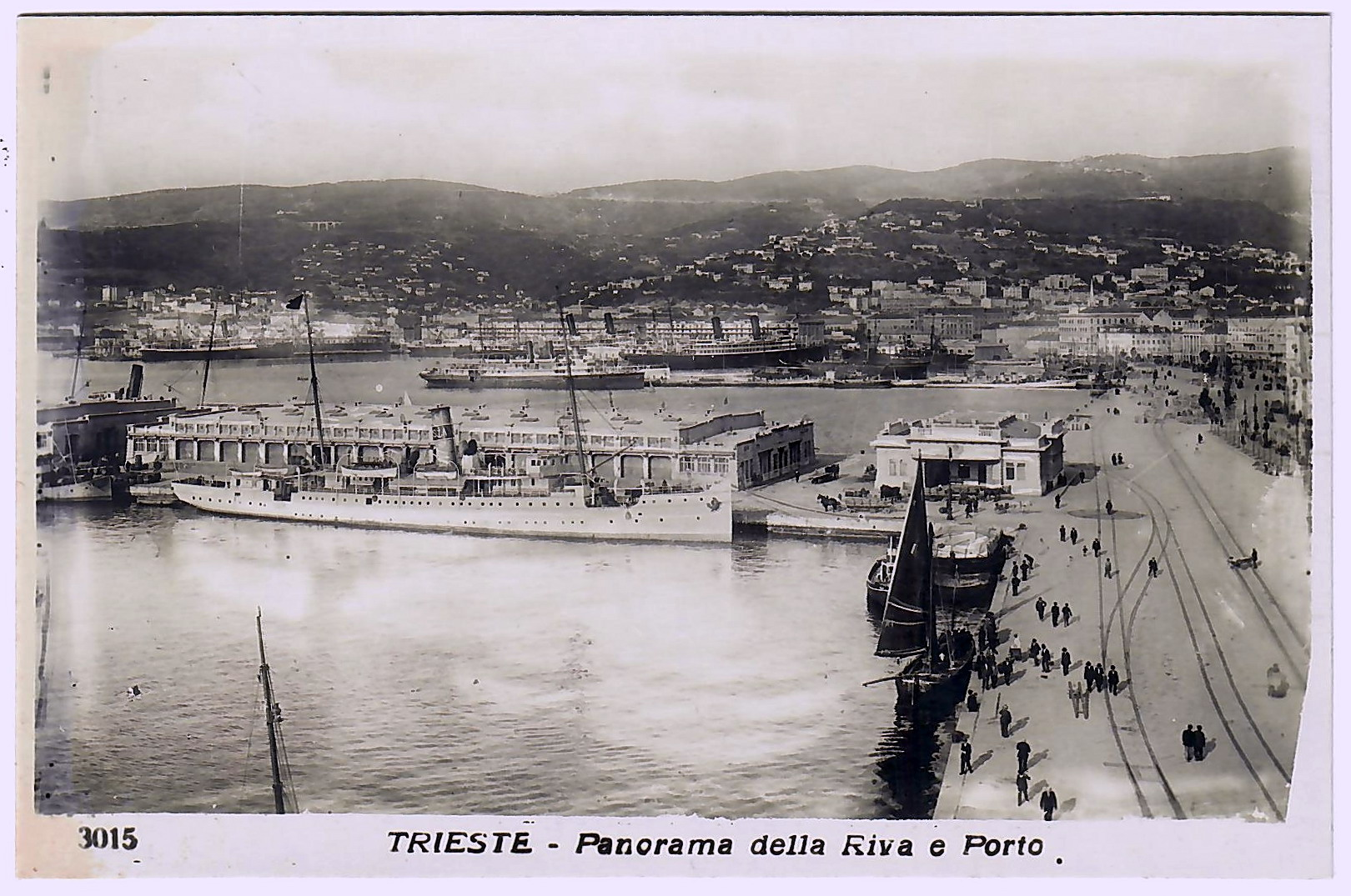
Roma im Hafen von Triest (vor 1924)